# Sainte Épine

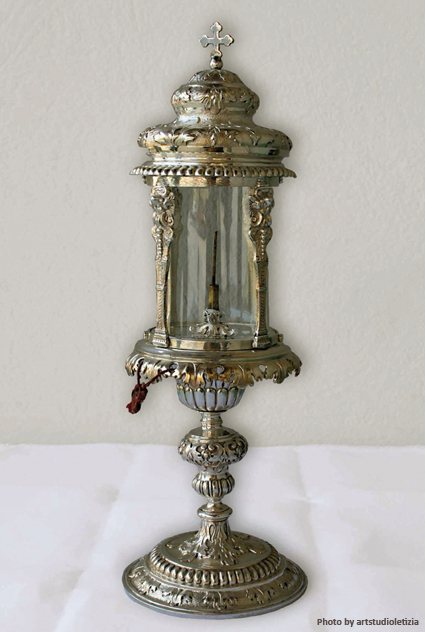
Reliquaire de la Sainte Épine.

La Sainte Épine est, selon la tradition chrétienne, une épine de la Sainte Couronne posée sur la tête du Christ avant sa crucifixion. Cet instrument de la Passion fait partie des reliques attribuées à Jésus. Plusieurs centaines de sanctuaires ont revendiqué ou revendiquent en posséder une.

## Traditions de Saintes Épines

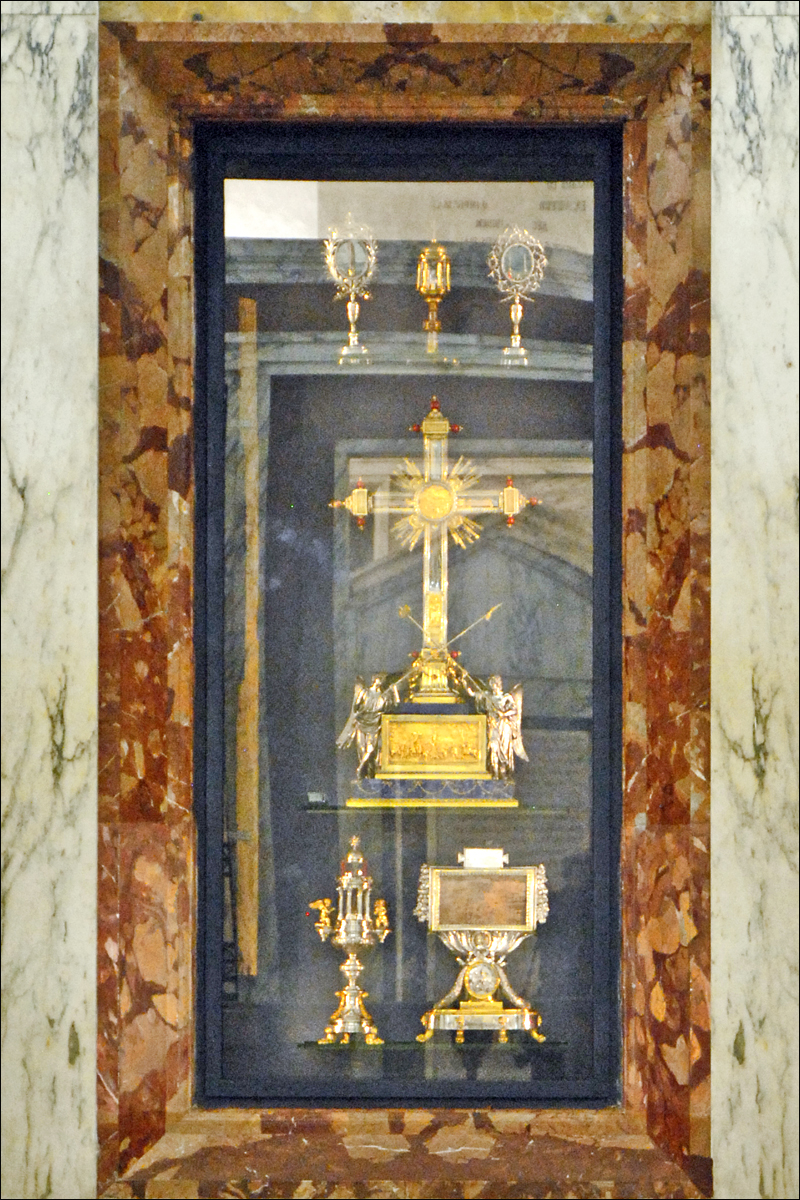
Dans la chapelle des reliquaires de la basilique Sainte-Croix-de-Jérusalem, celui des deux épines est en haut à droite.

Alors que les inventions de reliques sont souvent réalisées à des moments cruciaux pour les communautés monastiques ou cathédrales, leur permettant de « sortir de difficultés financières, de réaffirmer le pouvoir d'un évêque, de défendre le bien-fondé d'une réforme, etc. », des Saintes Épines ont généralement été des dons servant aussi bien les sanctuaires (reliques qui favorisent les pèlerinages) que les intérêts d'individus, de grandes familles ou de communautés privées qui cherchent à se les approprier pour leurs usages apotropaïques. 
Les sanctuaires suivants ont revendiqué ou revendiquent en posséder une selon des traditions souvent pluriséculaires (parfois datant seulement du XIXe siècle, lors de la période de « recharge sacrale ») :
- parcelles d'une épine dans l'église Sainte-Madeleine de Besançon[3].
- branche d'épines dans la cathédrale de Trèves[4].
- une épine dans la cathédrale d'Autun ainsi que deux épines dans le grand séminaire de la ville[3].
- une épine dans l'église Sainte-Croix de Bordeaux[5].
- une épine dans l'église Saint-Jean Baptiste de Libourne[6].
- une épine dans l'église Saint-Georges de Bourbon-l'Archambault[5].
- une épine dans la cathédrale Saints-Michel-et-Gudule de Bruxelles[5].
- une épine dans l'abbaye Saint-Charbel à Ophain-Bois-Seigneur-Isaac[5].
- une épine dans le couvent des Dominicains de Carpentras[5].
- une épine dans l'église Saint-Michel de Gand[7].
- une épine dans le trésor de la Basilique Notre-Dame-de-Bonne-Garde de Longpont-sur-Orge[7].
- une épine dans la cathédrale d'Andria[8].
- une épine dans l'église Sainte-Marie de Saint-Etienne, donné par Saint Louis au Puy-en-Velay[9].
- une épine dans la basilique Saint-Sernin de Toulouse[10].
- une épine dans la collégiale royale Sainte-Marthe à Tarascon, don de Benoît XIV en 1741[11].
- quatre épines dans l'église Saint-Mathieu de Perpignan, don de Philippe III le Hardi, fils de Saint Louis.
- trois épines dans la cathédrale Saint-Jean-Baptiste de Perpignan.
- trois épines dans la cathédrale de Pavie don de l’empereur d’Orient Manuel II Paléologue à Jean Galéas Visconti en 1400[12]
- quatre épines dans l'abbaye Saint-Corneille de Compiègne, don de Charles le Chauve en 877[13].
- quatre épines dans la basilique Saint-Ambroise[7].
- 19 épines à Rome, dont deux[14] dans :
  - la basilique Sainte-Croix-de-Jérusalem[15].
  - la basilique Saint-Pierre[15].
- 27 épines à Florence[16], notamment à :
  - la Basilique Santa Croce[16].
  - la cathédrale Santa Maria del Fiore[16].
- celle de la Cathédrale Saint-Maurice d'Angers, don de Pierre d'Avoir, seigneur de Château-Fromond en 1390, était une simple épine mise en contact (relique « secondaire » ou de contact ) avec la Sainte Couronne de Paris[17].